# 로더럼
로더럼(영어: Rotherham)은 잉글랜드 사우스요크셔주에 위치한 도시이다.

## 스포츠
로더럼에서 가장 대표적인 스포츠 구단은 EFL 리그 1에 소속되어 있는 로더럼 유나이티드 FC이다.